# Divizie Panzer

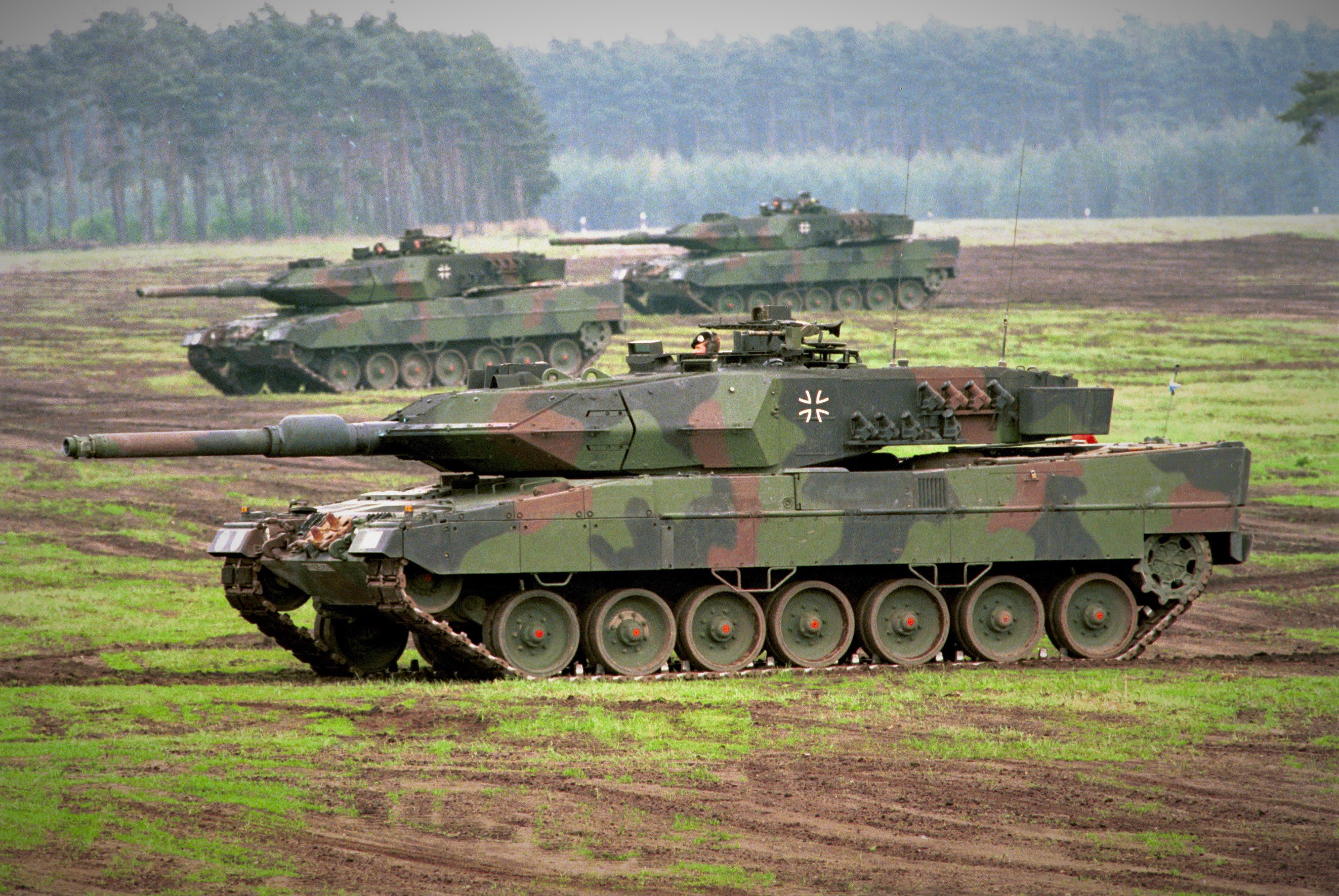
Tancuri Leopard 2A5 în formație de luptă

O divizie Panzer (germană: Panzerdivision) reprezintă o divizie blindată din cadrul armatei germane. Diviziile Panzer folosesc conceptul armelor întrunite, având la dispoziție formațiuni blindate (tancuri) și infanterie, cât și trupe de sprijin precum artilerie, arme antiaeriene, trupe de transmisiuni, recunoaștere, pionieri etc., comune formațiunilor militare ale statelor industrializate.
Heinz Guderian a propus pentru prima dată folosirea unor formațiuni de luptă blindate mai mari decât regimentele de tancuri în cadrul armatei germane, însă propunerea sa a fost respinsă de superiorul său, Otto von Stülpnagel. Odată cu înlocuirea lui Stülpnagel cu Oswald Lutz, mentorul lui Guderian, această mișcare a câștigat tot mai mult sprijin în cadrul Wehrmachtului, mai ales după ascensiunea lui Adolf Hitler la putere în anul 1933. La 15 octombrie 1935 au fost create primele trei divizii Panzer. Divizia 1 Panzer avea sediul la Weimar, fiind comandată de Maximilian von Weichs, Divizia 2 Panzer avea sediul la Würzburg și era sub comanda lui Guderian, iar Divizia 3 Panzer avea sediul la Berlin, fiind sub comanda lui Ernst Feßmann.

## Diviziile Panzer din Wehrmacht
Diviziile Panzer au contribuit semnificativ la succesul armatelor germane de la începutul celui de-al Doilea Război Mondial și apariția conceptului de Blitzkrieg (război fulger). Tancurile din majoritatea celorlalte armate ale epocii erau organizate în brigăzi care necesitau sprijinul infanteriei și artileriei. Diviziile Panzer aveau însă trupe de sprijin atașate organic, având o doctrină militară diferită: tancurile nu sprijineau acțiunile altor arme, ci erau principalul punct de interes din punct de vedere militar, fiind sprijinite de toate celălalte trupe. Din acest motiv, diviziile blindate germane puteau acționa relativ independent de alte formațiuni.
O divizie Panzer era constituită dintr-un regiment de tancuri, două regimente motorizate de infanterie (inclusiv un batalion mecanizat), un regiment de artilerie cu tunuri tractate de camioane sau autoșenile (spre sfârșitul războiului au fost folosite și autotunuri) și câteva batalioane de sprijin motorizate: de recunoaștere, antitanc, antiaerian și de pionieri. Teoretic, o divizie Panzer avea 16.000 de soldați și între 135 și 209 tancuri, însă numărul tancurilor a scăzut pe parcursul războiului.
Diviziile Panzer nu aparțineau exclusiv de forțele terestre (das Heer) ale armatei. Au existat divizii blindate și în Waffen-SS, SA sau Luftwaffe. Fiindcă Waffen-SS și Wehrmachtul foloseau propriul lor sistem de numerotare al diviziilor, existau divizii duplicat (spre exemplu, divizia 9 Panzer și divizia 9 SS Panzer), forțele aliate fiind uneori induse în eroare.

## Diviziile Panzer din Bundeswehr
După terminarea celui de-al Doilea Război Mondial, diviziile Panzer au rămas principala armă ofensivă a armatei germane, atât în RDG cât și în RFG. Republica Federală Germană (Bundeswehr) avea șase divizii Panzer. Republica Democrată Germană (Nationale Volksarmee) avea două divizii Panzer. La sfârșitul Războiului Rece, rolul diviziilor blindate a devenit mai puțin important din cauza dezmembrării URSS și a evoluției tehnologice a armelor. În prezent, armata germană are 2 divizii blindate: Divizia 1 Panzer și Divizia 10 Panzer.

## Diviziile Panzer germane

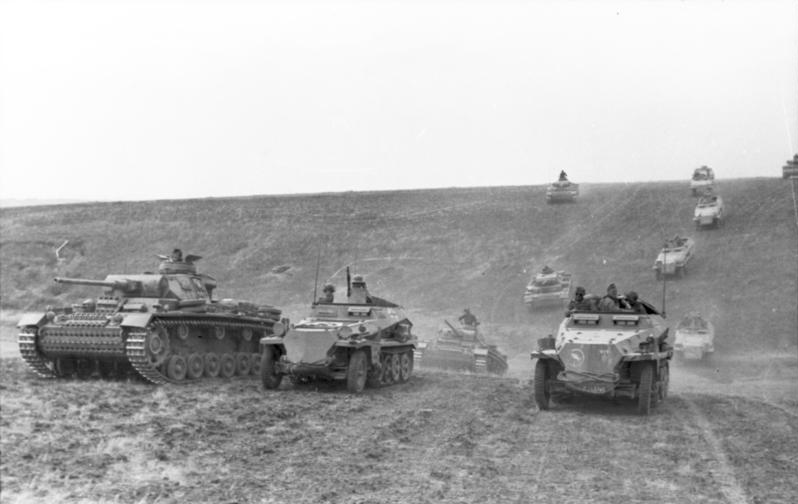
Divizia 23 Panzer pe Frontul de Răsărit (1942)

### Din Wehrmacht
- Divizia 1 Panzer
- Divizia 2 Panzer
- Divizia 3 Panzer
- Divizia 4 Panzer
- Divizia 5 Panzer
- Divizia 6 Panzer
- Divizia 7 Panzer
- Divizia 8 Panzer
- Divizia 9 Panzer
- Divizia 10 Panzer
- Divizia 11 Panzer
- Divizia 12 Panzer
- Divizia 13 Panzer
- Divizia 14 Panzer
- Divizia 15 Panzer
- Divizia 16 Panzer
- Divizia 17 Panzer
- Divizia 18 Panzer
- Divizia 19 Panzer
- Divizia 20 Panzer
- Divizia 21 Panzer
- Divizia 22 Panzer
- Divizia 23 Panzer
- Divizia 24 Panzer
- Divizia 25 Panzer
- Divizia 26 Panzer
- Divizia 27 Panzer
- Divizia 45 Panzer
- Divizia 116 Panzer
- Divizia 155 Panzer
- Divizia 178 Panzer
- Divizia 179 Panzer
- Divizia 232 Panzer
- Divizia 233 Panzer
- Divizia Panzer Lehr

### Din Luftwaffe
- Divizia 1 Hermann Göring

### Din Waffen SS
- Divizia 1 SS Panzer Leibstandarte SS Adolf Hitler
- Divizia 2 SS Panzer „Das Reich“
- Divizia 3 SS Panzer „Totenkopf“
- Divizia 5 SS Panzer „Wiking“
- Divizia 9 SS Panzer „Hohenstaufen“
- Divizia 10 SS Panzer „Frundsberg“
- Divizia 12 SS Panzer „Hitlerjugend“

### Din Sturmabteilung (SA)
- Divizia Panzer Feldherrnhalle

### Din Nationale Volksarmee
- Divizia 7 Panzer (desființată în 1990)
- Divizia 9 Panzer "Heinz Hoffmann" (desființată în 1990)

### Din Bundeswehr
- Divizia 1 Panzer
- Divizia 3 Panzer (desființată în 1994)
- Divizia 5 Panzer (desființată în 1994)
- Divizia 7 Panzer (desființată în 1994)
- Divizia 10 Panzer
- Divizia 12 Panzer (desființată în 1994)